# (1155) Aënna
(1155) Aënna – planetoida z grupy pasa głównego asteroid okrążająca Słońce w ciągu 3 lat i 318 dni w średniej odległości 2,46 au. Została odkryta 26 stycznia 1928 roku w Landessternwarte Heidelberg-Königstuhl w Heidelbergu przez Karla Reinmutha. Nazwa planetoidy jest skrótem (AN) od „Astronomische Nachrichten”, najstarszego istniejącego do tej pory astronomicznego tytułu prasowego na świecie. Przed nadaniem nazwy planetoida nosiła oznaczenie tymczasowe (1155) 1928 BD.